# قوانين الأخبار الكاذبة الروسية
قوانين الأخبار الكاذبة الروسية هي مجموعة من القوانين الفيدرالية التي تحظر نشر المعلومات التي تعتبرها السلطات الروسية «غير موثوقة»، وتفرض العقوبة على مثل هذا النشر، وتسمح للدائرة الاتحادية لرقابة الاتصالات وتقنية المعلومات والإعلام بمنع الوصول غير القانوني إلى وسائل الإعلام عبر الإنترنت التي تنشر مثل هذه المعلومات. أشهر هذه القوانين هو القانون الاتحادي المؤرخ 4 مارس 2022 رقم 32-إف زيد الذي سُنّ أثناء الغزو الروسي لأوكرانيا، وتسبب اعتماد هذا القانون في نزوح جماعي لوسائل الإعلام الأجنبية من روسيا وإنهاء نشاط وسائل الإعلام الروسية المستقلة.

## قانون الأخبار الكاذبة لعام 2019
في 18 مارس 2019 وقع فلاديمير بوتين القانون رقم 31-إف زيد الذي يسمح للدائرة الاتحادية لرقابة الاتصالات وتقنية المعلومات والإعلام بمنع الوصول إلى أي وسائل إعلام عبر الإنترنت في حالة الكشف عن «معلومات غير موثوقة». في اليوم نفسه، وقع بوتين القانون رقم 27-إف زيد الذي يحدد الغرامات الإدارية للأشخاص العاديين والأشخاص الاعتباريين لنشر «معلومات غير موثوقة».

## قانون ازدراء السلطات لعام 2019
في 18 مارس 2019 وقع فلاديمير بوتين القانون رقم 28-إف زيد الذي يعاقب على «الازدراء الصارخ على الإنترنت للدولة أو السلطات أو الجمهور أو العلم الروسي أو الدستور» بالغرامة أو بالسجن لمدة تصل إلى 15 يومًا في حالة تكرار المخالفات. يسمح القانون رقم 30-إف زيد أيضًا للدائرة الاتحادية لرقابة الاتصالات وتقنية المعلومات والإعلام بطلب إزالة مثل هذه «البيانات المهينة».

## قانون الأخبار الكاذبة لكوفيد-19 لعام 2020
في 1 أبريل 2020 وقع فلاديمير بوتين القانونين رقم 99-إف زيد ورقم 100-إف زيد اللذين يقرران العقوبة الإدارية والجنائية لنشر معلومات غير موثوقة حول الظروف التي تهدد حياة وصحة المواطن بما في ذلك بما في ذلك الكوارث الوبائية، والطبيعية، والتكنولوجية، والطوارئ، وإجراءات ضمان الأمن. هدفت هذه القوانين إلى جعل أي شكوك بشأن طبيعة كوفيد-19، وبخصوص مدى معقولية تدابير مكافحة الوباء غير قانونية.

## قوانين 2022 التي تفرض رقابة الحرب، وتحظر التصريحات المناهضة للحرب وتدعو إلى فرض عقوبات
في 4 مارس 2022 على خلفية الغزو الروسي المستمر لأوكرانيا، وقع فلاديمير بوتين على القانونين رقم 31-إف زيد ورقم 32-إف زيد، وغالبًا ما يشار إليهما باسم «القانون المزيف».
عدل مشروع القانون (القانون الجنائي للاتحاد الروسي)، الذي استكملته المادة 207.3 «النشر العام لمعلومات كاذبة عن قصد حول استخدام القوات المسلحة للاتحاد الروسي». أصبح نشر معلومات كاذبة عن قصد حول تصرفات القوات المسلحة الروسية مسؤولية جنائية، وكانت العقوبة القصوى بموجب المادة هي السجن لمدة 15 عامًا.
استكمِل الفصل 29 من القانون الجنائي لروسيا بالمادتين 280.3 و284.2. وفقًا للمادة 280.3، «تشويه سمعة» القوات المسلحة الروسية وعملياتها، بما في ذلك الدعوات إلى منع استخدام القوات المسلحة الروسية لمصلحة الاتحاد الروسي، يعاقب عليه بالسجن لمدة خمس سنوات. نصت المادة 284.2 على مسؤولية الدعوات التي يوجهها المواطن الروسي لفرض عقوبات ضد روسيا أو المواطنين الروس أو الكيانات القانونية الروسية؛ ويعاقب على هذه الدعوات بالسجن لمدة ثلاث سنوات. لقد أُدرجت نفس الإجراءات في المادتين الجديدتين 20.3.3 و20.3.4 من قانون الاتحاد الروسي للجرائم الإدارية. يعاقب على الدعوة الأولى ضد استخدام القوات المسلحة الروسية أو الدعوة لفرض عقوبات على روسيا بغرامة كبيرة وفقًا لقانون الجرائم الإدارية، ويعاقب على الدعوة الثانية بالسجن وفقًا للقانون الجنائي.
في 25 مارس 2022 وقع فلاديمير بوتين القانونين رقم 62-إف زيد و63-إف زيد، اللذين عدلا المادة 20.3.3 من قانون الاتحاد الروسي للجرائم الإدارية والمادة 280.3 من القانون الجنائي للاتحاد الروسي. جعلت هذه التعديلات «تشويه سمعة» ممارسة السلطات أمرًا يعاقب عليه القانون، ليس فقط من قبل القوات المسلحة الروسية ولكن أي هيئة حكومية روسية (بما في ذلك الحرس الوطني، وجهاز الأمن الفيدرالي، ووزارة الطوارئ، ومكتب المدعي العام، ولجنة التحقيق، ووزارة الشؤون الخارجية) خارج الأراضي الروسية.